# Muracan
Muracan va ser una dinastia nakharark d'origen mede-caspiana esmentada per Moisès de Khorèn que suposa que descendia del rei mede Astíages. Va governar en alguna part de l'est d'Anatòlia.
La dinastia va er sotmesa i potser exterminada pels Artàxides de Armènia Major.